# Chuck Todd

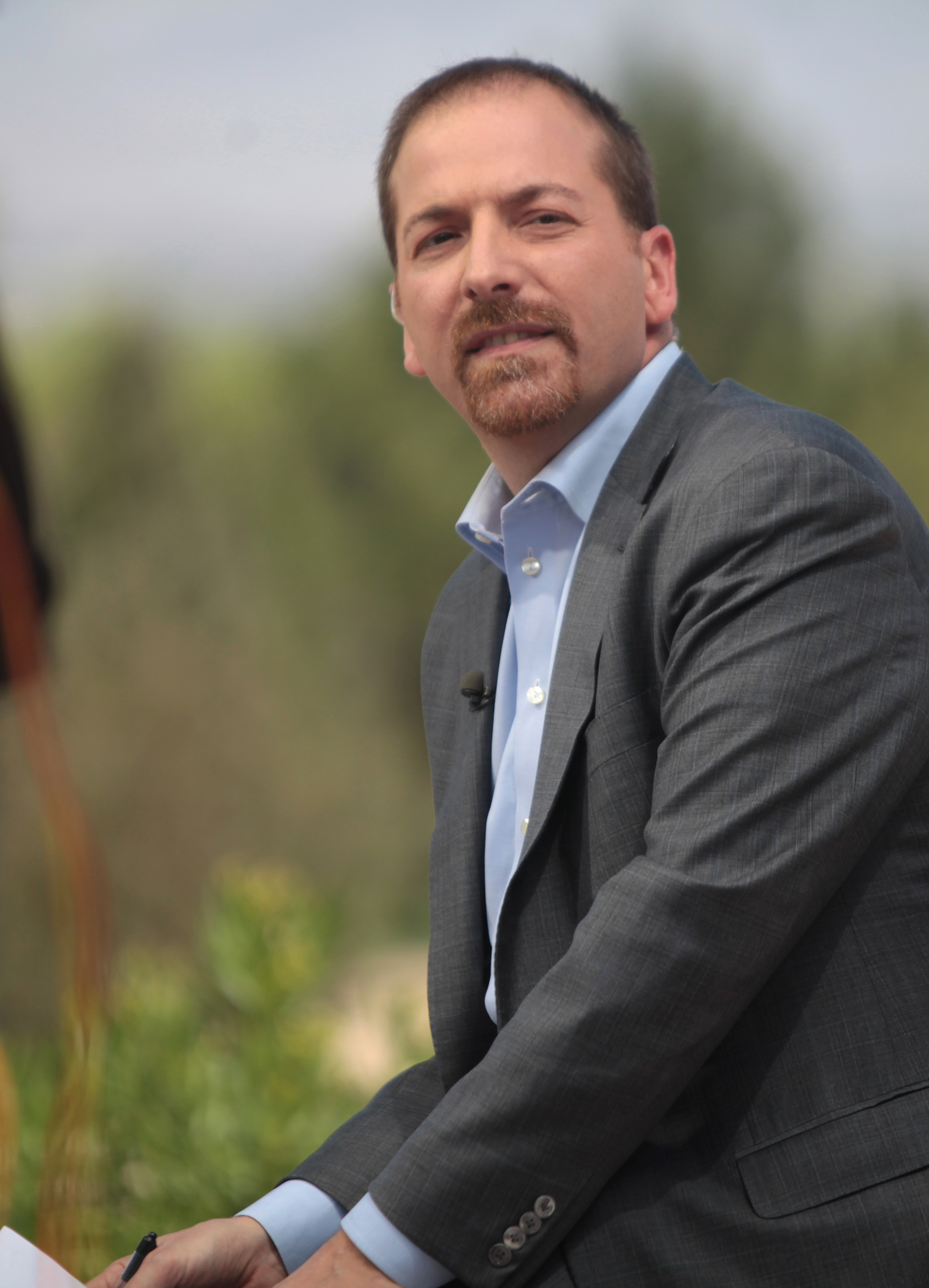
Chuck Todd (2015)

Charles David „Chuck“ Todd (* 8. April 1972 in Miami, Florida) ist ein US-amerikanischer Journalist und Fernsehmoderator. Er ist seit 2007 der Politische Direktor der Nachrichtenabteilung der größten US-amerikanischen Sendeanstalt, NBC, und Korrespondent seines Senders im Weißen Haus.

## Leben und Wirken
Todd wurde in Miami als Sohn von Lois Cheri (geb. Bernstein) und Stephen Randolph Todd geboren.  Seine Eltern zogen ihn im jüdischen Glauben auf.
Nach dem Schulbesuch studierte Todd von 1990 bis 1994 Politikwissenschaften im Hauptfach und Musik im Nebenfach an der George Washington University, die er ohne Abschluss verließ. In den frühen 1990er Jahren arbeitete er für verschiedene politische Kampagnen, so 1992 für die Präsidentschaftskampagne des Senators Tom Harkin.
Von 1992 bis März 2007 war Todd Chefredakteur von The Hotline, einer täglichen politischen Korrespondenz, die von der Atlantic Media Company herausgegeben wird und die sich vorwiegend an ein kleines, nicht-öffentliches Publikum aus Mitarbeitern von Kongressabgeordneten, Journalisten und andere im Politik- und Mediengeschäft tätigen Personen richtet. In dieser Eigenschaft trat er häufig als Sachverständiger in politischen Fernsehsendungen wie Inside Politics mit Judy Woodruff oder Hardball mit Chris Matthews auf.
Im März 2007 wurde Todd von Tim Russert zum Fernsehsender NBC geholt, wo er bald darauf die Stellung eines Politischen Direktors der Nachrichtenabteilung (NBC News) des Senders übernahm. In dieser Eigenschaft obliegt ihm die Oberaufsicht und Koordination der politischen Berichterstattung von NBC und seinem Kabel-Ableger, dem 24-Stunden-Nachrichtensender MSNBC. Als Berichterstatter aus dem Weißen Haus (seit Ende 2008) bzw. als allgemeiner Analyst des politischen Geschehens tritt Todd zudem regelmäßig in den NBC-Nachrichten und in diversen Sendungen von MSNBC auf. Im Vormittagsprogramm von MSNBC moderiert Todd zudem seit dem 11. Januar 2010 zusammen mit Savannah Guthrie die werktäglich von 9.00 bis 10.00 Uhr Eastern Time ausgestrahlte Sendung The Daily Rundown, die eine Mischung aus innen- und außenpolitischen Nachrichten des Tages sowie Interviews und Debatten mit Gästen, aufgelockert durch kürzere Boulevard-Elemente, präsentiert. Daneben übernimmt Todd häufiger die Gastmoderation von MSNBC-Sendungen wie Hardball with Chris Matthews und The Rachel Maddow Show.
Nach dem plötzlichen Tod von Russert wurde Todd als dessen Nachfolger als Moderator der Sendung Meet the Press, der ältesten politischen Diskussionssendung im US-amerikanischen Fernsehen erwogen. Letztendlich wurde aber David Gregory ausgewählt, dessen Posten als Korrespondent aus dem Weißen Haus Todd stattdessen übernahm. Todd hat seither verschiedentlich die Stellvertretung Gregorys übernommen. Am 7. September 2014 trat Todd schließlich die Nachfolge von Gregory als Moderator von Meet the Press an. Im Mai 2022 wurde seine tägliche Sendung auf eine Streaming-Plattform verschoben.
Zusammen mit Sheldon Gawiser schrieb Todd das Buch How Barack Obama Won. A State-by-State Guide to the Historic 2008 Presidential Election.
Todd lebt mit seiner Frau sowie einer Tochter und einem Sohn in Arlington, Virginia.
Berühmt wurde im März 2017 seine Reaktion auf Kellyanne Conways Ausdruck „alternative facts“ in einem Meet-the-Press-Interview: „Alternative Fakten sind keine Fakten, es sind Unwahrheiten (falsehoods)“.
Am 17. Oktober 2016 publizierte der rechtspopulistische Daily Caller einen Artikel, in dem eine Dinner-Party Todds für Hillary Clintons Leiterin der Kommunikationsabteilung, Jennifer Palmieri, dargestellt wurde. Diese Information stammte aus den Podesta-Mails, die eine enge Verbindung zwischen Journalisten und Politik belegten.